# Philip Carey
Philip Carey właśc. Eugene Joseph Carey (ur. 15 czerwca 1925 w Hackensack, zm. 6 lutego 2009 w Nowym Jorku) – amerykański aktor. Odtwórca roli miliardera Asy Buchanana, patriarchy rodziny w operze mydlanej ABC Tylko jedno życie (One Life to Live, 1980–2008), za którą był czterokrotnie nominowany do nagrody Soap Opera Digest.

## Życiorys
Urodził się w Hackensack w New Jersey, a dorastał w podmiejskich miasteczkach Rosedale i Malverne na Long Island. Służył w United States Marine Corps podczas II wojny światowej i został ranny, gdy lotniskowiec Franklin został zaatakowany u wybrzeży Japonii w 1945, w wyniku czego zginęły setki członków załogi. Służył także w czasie wojny koreańskiej.
Studiował teatr na Uniwersytecie Miami i występował w letnim magazynie na Long Island, kiedy pojawił się na planie United Artists jako oficer McCarthy w komedii Irvinga Reisa Trzej mężowie (Three Husbands, 1950) z Eve Arden. Jego wielki przełom nastąpił, gdy łowca talentów z Warner Bros. zaprosił go na przesłuchanie do roli porucznika Boba Perry’ego w dramacie wojennym Operacja Pacyfik (Operation Pacific, 1961) z udziałem Johna Wayne’a. To doprowadziło do kontraktu z wytwórnią Warner Bros. i Columbia Pictures. Wystąpił obok takich legendarnych gwiazd, jak Gary Cooper w westernie André de Totha Tropem koniokradów (Springfield Rifle, 1952) jako kapitan Edward Tennick, Fred MacMurray i Kim Novak w dramacie kryminalnym noir Pushover (1954) w roli Ricka McAllistera, Tyrone Power w komediodramacie biograficznym Johna Forda Długa szara linia (The Long Gray Line, 1955) w roli Charlesa „Chucka” Dotsona, Henry Fonda w komediodramacie wojennym Mervyna LeRoya, Johna Forda i Joshuy Logana Mister Roberts (1955) w roli Manniona czy Peter Fonda w dramacie sensacyjnym Jonathana Demme’a Na gołe pięści (Fighting Mad, 1976) jako Pierce Crabtree.
Od 14 lutego 1980 grał bezwzględnego potentata biznesowego Asę Buchanana w operze mydlanej ABC Tylko jedno życie (One Life to Live) do czasu, kiedy jego bohater zmarł we śnie w sierpniu 2007. Postać ta powróciła jednak w nagraniach wideo – Carey po raz ostatni pojawił się w serialu 29 grudnia 2008.
Carey występował także na scenie w sztukach: Powyżej 21 autorstwa Ruth Gordon na Long Island, Wszyscy moi synowie Arthura Millera czy Cyrano de Bergerac.

## Życie prywatne
Był dwukrotnie żonaty. 23 lipca 1949 zawarł związek małżeński z Maureen Ann Pepler, z którą miał trójkę dzieci: syna Jeffreya oraz dwie córki – Lindę i Lisę. W kwietniu 1972 doszło do rozwodu. 30 stycznia 1976 ożenił się z Colleen Marie Welch. Mieli dwoje dzieci: córkę Shannonę (ur. 1980) i syna Seana (ur. 1983).

### Śmierć
W 2006 zdiagnozowano u Careya raka płuc. Zmarł na tę chorobę 6 lutego 2009 w swoim domu na Manhattanie w Nowym Jorku w wieku 83 lat. Sześć dni wcześniej, 31 stycznia 2009 w wieku 70 lat zmarł Clint Ritchie, ekranowy syn Careya w serii Tylko jedno życie.

## Filmografia

### Filmy
- 1951: Operacja Pacyfik (Operation Pacific) jako porucznik Bob Perry
- 1951: Inside the Walls of Folsom Prison jako Czerwony Pardue
- 1953: Calamity Jane jako porucznik Danny Gilmartin
- 1955: Mister Roberts jako Mannion
- 1971: Siedem minut (The Seven Minutes) jako Elmo Duncan

## Seriale
- 1968–1969: Ironside (Komisarz Ironside) jako Vic Richards
- 1971: All in the Family jako Steve
- 1971: Strzały w Dodge City (Gunsmoke)  jako Bannion
- 1974: Banaczek (Banacek) jako Art Gallagher
- 1974: Sierżant Anderson (Police Woman) jako Walter Grainger
- 1979: Domek na prerii (Little House on the Prairie) jako komandor Kaiser
- 1980–2008: Tylko jedno życie (One Life to Live) jako Asa Jeb Stuart Buchanan / Buck Buchanan
- 2004: Wszystkie moje dzieci (All My Children) jako Asa Buchanan